# Волинс Крик (Кентаки)
Волинс Крик (енгл. Wallins Creek) град је у америчкој савезној држави Кентаки.

## Демографија
По попису из 2010. године број становника је 156, што је 101 (-39,3%) становника мање него 2000. године.
| Група             | 2000.       | 2010.       |
| Белци             | 250 (97,3%) | 155 (99,4%) |
| Афроамериканци    | 0 (0,0%)    | 0 (0,0%)    |
| Азијати           | 0 (0,0%)    | 1 (0,6%)    |
| Хиспаноамериканци | 0 (0,0%)    | 0 (0,0%)    |
| Укупно            | 257         | 156         |